# Torsten Voss
Torsten Voss (Güstrow, 24 marzo 1963) è un ex multiplista e bobbista tedesco, campione del mondo del decathlon nel 1987 a Roma e vicecampione olimpico a Seul 1988.

## Biografia
Al termine della carriera di atleta, nel 1994 si cimentò nel bob e, come frenatore nell'equipaggio di bob a quattro della Germania, fu capace di conquistare 3 medaglie mondiali, due titoli europei e l'8º posto ai Giochi olimpici di Nagano 1998.

## Palmarès

### Atletica leggera
| Anno | Manifestazione  | Sede     | Evento    | Risultato | Prestazione | Note                          |
| ---- | --------------- | -------- | --------- | --------- | ----------- | ----------------------------- |
| 1983 | Mondiali        | Helsinki | Decathlon | 7º        | 8.167 p.    |                               |
| 1987 | Mondiali        | Roma     | Decathlon | Oro       | 8.680 p.    | Miglior prestazione personale |
| 1988 | Giochi olimpici | Seul     | Decathlon | Argento   | 8.399 p.    |                               |

### Bob
| Anno | Manifestazione  | Sede         | Evento        | Risultato |
| ---- | --------------- | ------------ | ------------- | --------- |
| 1995 | Mondiali        | Winterberg   | Bob a quattro | Bronzo    |
| 1996 | Europei         | Sankt Moritz | Bob a quattro | Argento   |
| 1996 | Mondiali        | Calgary      | Bob a quattro | Bronzo    |
| 1997 | Europei         | Königssee    | Bob a quattro | Bronzo    |
| 1997 | Mondiali        | Sankt Moritz | Bob a quattro | Argento   |
| 1998 | Europei         | Igls         | Bob a quattro | Oro       |
| 1998 | Giochi olimpici | Nagano       | Bob a quattro | 8º        |
| 1999 | Europei         | Sankt Moritz | Bob a quattro | Bronzo    |
| 2001 | Europei         | Königssee    | Bob a quattro | Oro       |
| 2002 | Europei         | Cortina      | Bob a quattro | Bronzo    |